# Решка
Ре́шка — розмовна назва протилежного гербовому зображенню боку монети, на якому позначається її вартість. Може бути як аверсом, так і реверсом монети.
Загальноприйнята версія походження слова «решка» — от «решето» чи «решітка», на яку був схожий царський вензель. Зазвичай появу цього терміна пов'язують з мідними монетами Єлизавети Петрівни (1741—1761) зразка 1757 року, на яких був зображений вензель імператриці і рік карбування. Це ускладнене дрібними елементами зображення сприймалось як решітка.